# Nina De Man
Nina De Man (10 juli 1975) is een Belgisch presentatrice.

## Opleiding
De Man studeerde vertaler Engels en Spaans aan het Hoger Instituut voor Vertalers en Tolken (HIVT), een afdeling van de Hogeschool Antwerpen. Ze koos Spaans nadat ze een oom had bezocht in Mexico en ze helemaal in de ban raakte van het land. Haar plan was eigenlijk om daar te gaan wonen. Als tweede taal koos ze Engels omdat ze werd opgevoed door een Britse stiefvader en ze dus eigenlijk al perfect Engels sprak. De Man was dermate populair in haar studentenvereniging dat ze een paar keer cultuurpraeses werd.
Toen ze in haar tweede licentie zat, ging ze fulltime werken voor een platenfirma. Ze hadden haar gevraagd omdat ze tijdens haar studies bezig was met het op zelfstandige basis promoten van nieuwe releases. Zo had ze bepaalde mensen in de media leren kennen, zoals Peter Hoogland en de mensen van Studio Brussel.

## Carrière

### Televisie
In 2001 ging De Man als een van de eerste VJ's bij de jongerenzender JIMtv aan de slag. Ze presenteerde er Ninacolada, The Wok (= een afterschoolprogramma) en Going Out. Week na week bracht Nina de laatste weetjes over de dansmuziek en ging ze op zoek naar nieuwe trends in discotheken. In de Belgische danswereld stond het programma zeer hoog aangeschreven. Het werd door het magazine Out Soon omschreven als het beste programma in 2002.
Landelijke bekendheid kreeg ze als jurylid in Idool 2003 en 2004. De Mans taak in het programma was op zoek gaan naar de "X-factor" (een synoniem voor charisma) van een bepaalde kandidaat. In 2003 werd De Man afgevaardigd als Belgisch jurylid in World Idol.
Het laatste programma dat De Man op JIMtv presenteerde heette Op de man af. Het programma werd uitgezonden in de herfst van 2004. In Op de man af ging zij met bekende Vlamingen naar de plekjes die dierbaar voor hen waren. Aan het eind van het programma gaven de BV's een voorwerp dat mocht geveild worden ten voordele van een goed doel.
Haar laatste jaren bij JIMtv was De Man vooral vliegende reporter: als er ergens een grote ster te interviewen was, stuurden ze haar erop af. Zo leverde zij bijdragen aan het programma Festivalitis. In die periode was De Man ook te horen als off-screenstem op KANAALTWEE.
In 2004 verliet De Man de VMMa voor Studio Brussel. In 2007 was ze weer te horen als off-screenstem bij KANAALTWEE.
In het najaar van 2013 ging ze aan de slag bij televisiezender JUST.
In 2024 was ze jurylid in Sing Again op VTM samen met Stan Van Samang, Hadise, Karen Damen en Aaron Blommaert.

### Radio
Sinds 2004 werkte zij voltijds voor Studio Brussel. In 2005 presenteerde ze acht afleveringen op Studio Brussel van het programma Het Jubelpark. Hierin ging ze op zoek naar de platen die het leven van bekende personen bepaalden. In het programma ging het vooral om de verhalen achter de platen.
Sinds 2004 presenteerde De Man op StuBru elke zaterdagavond van 14u tot 17u het programma Switch. Ook leverde ze bijdragen voor het programma All Areas. Dit programma zond uit vanop de grote festivals. Er werden live-opnames gebracht en er werden interviews afgenomen.
In 2010 stopte haar werk voor Studio Brussel.

### Sunday Sessions
In 2005 kwam Nina met het concept Sunday Sessions op de proppen. Hierbij werden bekende gasten vanuit Club Industria in Antwerpen op een zondagavond voor een live-publiek geïnterviewd. Tijdens het interview leefden improvisatieacteurs zich uit op de antwoorden die de centrale gast gaf. De Man was de interviewer van dienst.
Er werden in totaal acht gasten geïnterviewd. Enkele gasten waren Faithless-frontman Maxi Jazz, acteur Adriaan Van den Hoof, dj Zohra Aït-Fath, acteur Tom Waes, modeontwerpster Murielle Scherre en techno-dj Luke Slater.

### Laundry Day
Nadat ze reeds verschillende jaren achter de schermen meewerkte aan het dancefestival Laundry Day, werd ze in 2008 woordvoerster voor het festival.